# Marty Walsh
Martin Joseph Walsh (Boston, 10 aprile 1967) è un politico statunitense, sindaco di Boston dal 2014 al 2021 e successivamente segretario del lavoro nell'amministrazione Biden dal 2021 al 2023.

## Biografia
Nato nel 1967 a Boston, nel quartiere di Dorchester, da genitori irlandesi americani e membro del Partito Democratico, Walsh è stato eletto sindaco il 5 novembre 2013. Il 9 gennaio 2021 è stato ufficialmente nominato Segretario del Lavoro dal presidente eletto Joe Biden.
Il Segretario del Lavoro Walsh nel febbraio 2023 lascia il governo degli Stati Uniti d'America per ricoprire l'incarico di direttore esecutivo della National Hockey League Players Association (NHLPA), il sindacato dei giocatori della NHL.
Dal 15 marzo 2023 diviene infatti direttore esecutivo della NHLPA.